# Johann Philipp Neumann
Pour les articles homonymes, voir Neumann.
Johann Philipp Neumann (né le 27 décembre 1774 à Třebíč, mort le 3 octobre 1849 à Vienne) est un physicien, bibliothécaire et poète autrichien.

## Biographie
En 1810 et 1811, il est le recteur de l'université de Graz. De 1815 à 1845, il a un poste de professeur à l'Institut polytechnique de Vienne (aujourd'hui l'université technique de Vienne) où il fonde en 1816 la bibliothèque qu'il dirige jusqu'en 1843.
Il écrit pour Franz Schubert les textes de Sakontala (D. 701, 1820), un opéra que le compositeur laisse inachevé, et de la Deutsche Messe (D. 872, 1826-1827).

## Source de la traduction
- (de) Cet article est partiellement ou en totalité issu de l’article de Wikipédia en allemand intitulé « Johann Philipp Neumann » (voir la liste des auteurs).
- (de) Franz Brümmer, « Neumann, Johann Philipp », dans Allgemeine Deutsche Biographie (ADB), vol. 23, Leipzig, Duncker & Humblot, 1886, p. 525-526